# Єврохокейтур 2024–2025
Єврохокейтур 2024–2025 (англ. Euro Hockey Tour 2024–2025) — 29-ий міжнародний хокейний турнір, складається з чотирьох турнірів: Кубка Кар'яла, Швейцарських хокейних ігор, Шведських хокейних ігор та Чеських хокейних ігор. Проводиться традиційно між чотирма національними збірними: Швейцарії, Фінляндії, Чехії та Швеції.

## Турніри

### Кубок Кар'яла
Матчі турніру пройшли з 7 по 10 листопада 2024 в Гельсінкі, ще одна гра відбулась у чеському місті Карлові Вари.

### Швейцарські хокейні ігри
Матчі турніру пройшли з 12 по 15 грудня 2024 в Фрібурзі, ще одна гра відбулась у чеському Пардубиці.

### Шведські хокейні ігри
Матчі турніру пройшли з 6 по 9 лютого 2025 в Стокгольмі (Швеція), ще одна гра відбулась у швейцарському Лангнау-ім-Емменталь.

### Чеські хокейні ігри
Матчі турніру пройшли з 1 по 4 травня 2025 в Брно (Чехія), ще одна гра відбулась у швейцарському Клотені.

## Підсумкова таблиця Євротуру
| Поз | Команда   | М  | В | ВО | ПО | П | ГЗ | ГП | Різ | О  |
| --- | --------- | -- | - | -- | -- | - | -- | -- | --- | -- |
| 1   | Чехія     | 12 | 8 | 0  | 0  | 4 | 36 | 27 | +9  | 24 |
| 2   | Фінляндія | 12 | 5 | 2  | 0  | 5 | 30 | 29 | +1  | 19 |
| 3   | Швейцарія | 12 | 3 | 2  | 2  | 5 | 26 | 29 | −3  | 15 |
| 4   | Швеція    | 12 | 4 | 0  | 2  | 6 | 31 | 38 | −7  | 14 |